# Молин Нуово (Фиренца)
Молин Нуово је насеље у Италији у округу Фиренца, региону Тоскана.
Према процени из 2011. у насељу је живело 98 становника. Насеље се налази на надморској висини од 38 м.